# Clark (cráter)
Clark es un cráter de impacto que se encuentra en el hemisferio sur de la cara oculta de la Luna. Se encuentra a medio camino entre la llanura amurallada hacia el sur del cráter de mayor tamaño Van der Waals y el cráter Pizzetti de tamaño similar, situado al norte.
|  |

Clark tiene una pared interior estrecha, y por lo tanto una amplia plataforma interior. El borde es más o menos circular, pero erosionado en algunos lugares. Un pequeño cráter se encuentra al otro lado de la ribera sur, y otra pareja de pequeños cráteres se sitúa a lo largo de la cresta noreste. Hay una ligera curva hacia afuera a lo largo del brocal en el lado oeste-suroeste. El suelo del cráter está marcado por una serie de pequeños cráteres, pero por lo demás, carece relativamente de rasgos distintivos, y no presenta un pico central.
Se llama así por el astrónomo y fabricante de telescopios estadounidense Alvan Clark y de su hijo Alvan Graham Clark.

## Cráteres satélite
Por convención estos elementos son identificados en los mapas lunares poniendo la letra en el lado del punto medio del cráter que está más cerca de Clark.
|       | \| Clark \| Coordenadas \| Diámetro \| \| ----- \| ------------------------------- \| -------- \| \| F \| 38°24′S 122°30′E / -38.4, 122.5 \| 27 km \| |          |
| Clark | Coordenadas | Diámetro |
| F     | 38°24′S 122°30′E / -38.4, 122.5 | 27 km    |